# Minenräumverband Cuxhaven

Flagge der Britischen Kontrollkommission für Deutschland

Der Minenräumverband Cuxhaven (MRVC), auch Minenräumverband des Zollgrenzschutzes Cuxhaven genannt, war ein unter britischer Aufsicht stehender deutscher Minensuchverband. Die Fahrzeuge führten die Flagge der britischen Kontrollkommission für Deutschland.

## Aufgaben und Unterstellung
Der MRVC übernahm am 1. Januar 1948 die Aufgaben des Ende 1947 aufgelösten Deutschen Minenräumdiensts (DMRD), der von 1945 bis 1947 in den deutschen Küstengewässern Seeminen aus der Zeit des Zweiten Weltkriegs geräumt hatte. Hauptaufgabe des MRVC war die Räumung von noch nicht beseitigten Grundminen. Das Einsatzgebiet erstreckte sich gemäß den Vorgaben des International Mine Clearance Boards entlang der deutschen Nordseeküste von Borkum bis Sylt. Schwerpunkt waren der Elbe-Esbjerg-Weg, der Borkum-Weg, die Weser- und die Emsmündung. In der Ostsee wurden die Eckernförder Bucht, der Weg von Kiel nach Korsör und die Fährroute Großenbrode-Gedser geräumt, auf der 1951 wieder der Verkehr aufgenommen werden konnte.
Der MRVC unterstand zunächst dem britischen Frontier Control Service/Frontier Inspection Service und ab Ende März 1951 der Royal Navy. Nach der Gründung der Bundesrepublik Deutschland ging die Verfügungsgewalt über den Verband teilweise an das Bundesverkehrsministerium über, während für die Gesamtkoordination der Räumarbeiten britischen Stellen zuständig blieben. Der Verband wurde zunächst über die allgemeinen Besatzungskosten finanziert, bevor am 1. April 1950 die Länder Hamburg und Niedersachsen die Kosten übernahmen. Die Unterstellungsverhältnisse waren nicht eindeutig geregelt, was Ende 1950 beim so genannten Helgoland-Vorfall zu erheblichen Schwierigkeiten führte. Erst mit der Übernahme der britischen Verantwortlichkeiten durch die Royal Navy am 1. April 1951 konnten die Unterstellungsfragen geklärt werden.

## Personal und Fahrzeuge

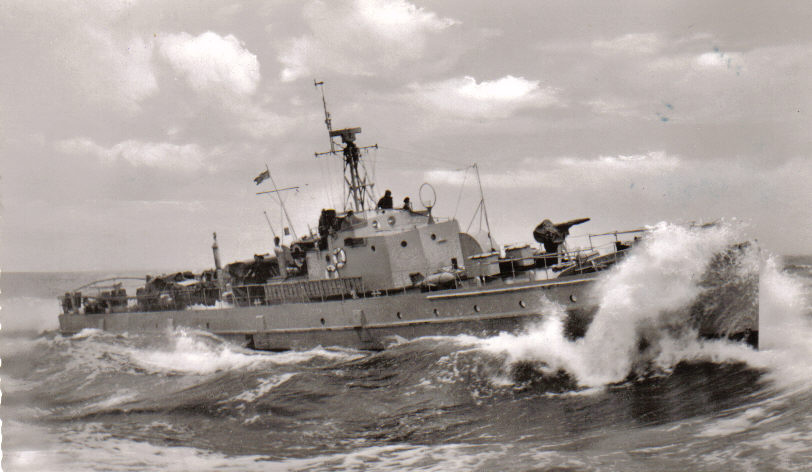
Ein Minenräumboot des im MRVC eingesetzten Typs

Die gegenüber dem DMRD erheblich kleinere, zivil eingekleidete Folgeorganisation mit Heimathafen Cuxhaven verfügte über zwölf Minenräumboote (von der ehemaligen 13. Räumflottille (ehemalige 13. Räumbootsflottille der Kriegsmarine) der 2. Minenräumdivision kamen R 132 bis R 138, R 140, R 142, R 144 und von der ehemaligen 8. Räumflottille (ehemalige 8. Räumbootsflottille der Kriegsmarine) der 1. Minenräumdivision kamen R 146 und R 147), einige Hilfsfahrzeuge (wie KFK 409, KFK 531 und KFK 616) und anfangs etwa 600 Mann. Die Räumboote waren formell Besitz der U.S. Navy und standen nur leihweise zur Verfügung. Die übrigen Fahrzeuge waren britische Kriegsbeute.
An der Spitze stand anfangs bis Mitte März 1948 der ehemalige Fregattenkapitän der Kriegsmarine und ehemalige Kommandeur der 2. Minenräumdivision Herbert Max Schultz, dem Fregattenkapitän Adalbert von Blanc (ehemaliger Kommandant der 1. Minenräumdivision) nachfolgte. Von den 600 Angehörigen waren 55 Offiziere, 511 Unteroffiziere und Mannschaften und etwa 35 Beamte, Angestellte und Lohnempfänger. Die Zahl der Angehörigen variierte und betrug zeitweilig bis zu 700. Alle waren freiwillig und hatten den Status von Zivilangestellten, die nach Heuertarif für Große Fahrt bezahlt wurden.
Bei den Räumarbeiten kamen drei Angehörige ums Leben. Der als Flusssperrbrecher eingesetzte ehemalige Marinefährprahm F-212 sank im Juli 1949 nach Minentreffer vor der Jademündung, wobei sieben Personen verletzt wurden.

## Helgoland-Vorfall
Im Dezember 1950 wurde der Verbandschef durch den Verbindungsoffizier des Frontier Control Service gebeten, zwei deutsche Pazifisten von Helgoland abzuholen, die sich dort entgegen einem britischen Verbot aufhielten, um die Vernichtung der Insel durch Bombardierung zu verhindern. Kapitän von Blanc weigerte sich, dieser Bitte zu entsprechen. Daraufhin wurde von britischer Seite erheblicher Druck aufgebaut, da man selber über keine geeigneten Fahrzeuge für die Aufgabe verfügte und das nach außen nicht zeigen wollte. Blanc machte mehrere Kompromissvorschläge und weigerte sich am Ende, diesen Auftrag durchzuführen. Daraufhin wurde ihm mit der Suspendierung von seiner Aufgabe und einem Kriegsgerichtsverfahren gedroht. Angesichts der unklaren Unterstellungsverhältnisse wandte sich Blanc in einem Telefonat direkt an Bundeskanzler Adenauer mit der Bitte um Unterstützung. Dieser nahm das Thema mit den alliierten Hochkommissaren auf, wenn auch zunächst ohne greifbaren Erfolg. Die britische Besatzungsmacht erkannte anschließend die öffentliche Wirkung des Vorfalls. Sie hob Blancs Suspendierung nach kurzer Zeit auf, verzichtete auf Maßnahmen gegen den Verband und gab schließlich Helgoland später wieder frei.
Die große Aufmerksamkeit und der Einsatz für die als nationale Angelegenheit angesehene Rettung Helgolands führten erstmals nach dem Krieg wieder zu einer gewissen öffentlichen Solidarisierung mit den deutschen Minenräumkräften, die zuvor entweder als alte Militaristen oder als Kollaborateure mit der Besatzungsmacht betrachtet wurden.

## Verhältnis zur britischen Besatzungsmacht
Das Verhältnis zwischen den deutschen Angehörigen des MRVC, und hier insbesondere der Führung, zur britischen Besatzungsmacht war durchweg sehr formal und von gegenseitigem Misstrauen geprägt. Keine der beiden Seiten sah in dem Verband einen Vorläufer neuer deutscher Seestreitkräfte. Der Helgoland-Vorfall war für das steife Verhältnis symptomatisch. Die Auseinandersetzung zwischen Kapitän von Blanc und seinen britischen Vorgesetzten gipfelte darin, dass er deren Befehl mit der Begründung widersprach, man habe ja gerade bei den Nürnberger Prozessen von den Briten gelernt, dass es Umstände gebe, in denen man nicht gehorchen dürfe.

## Auflösung des Verbandes
Nach dem Beginn des Koreakrieges 1950 änderte sich die Einstellung der westlichen Mächte in Bezug auf einen westdeutschen Verteidigungsbeitrag. Die USA begannen, ihre Dienstgruppen in Deutschland zu verstärken und auf diesem Wege den Aufbau deutscher Streitkräfte vorzubereiten. Deshalb forderten sie von Großbritannien die Rückgabe der im MRVC eingesetzten Minenräumboote, die den Kern einer neuen Dienstgruppe bilden sollten.
Das Bundesverkehrsministerium hatte sich bereits seit Frühjahr 1950 bemüht, den Verband ganz in deutsche Regie zu überführen und hatte sich im November 1950 mit dem Bundesministerium der Finanzen über die Übernahme der Kosten geeinigt. Dem Verkehrsministerium ging es um den Erhalt des einzigen intakten Minensuchverbandes in der Bundesrepublik Deutschland. Das Amt Blank schloss sich diesem Anliegen an, da abzusehen war, dass sich das Personal des Verbands nicht geschlossen in amerikanische Regie überführen ließe und der Verband wesentlich an Einsatzfähigkeit verlieren werde.
Das Personal des MRVC hatte gegen die Übergabe starke Vorbehalte, weil es einen sozialen Abstieg zu erwarten hatte. An die Stelle des bisherigen Dienstverhältnisses im deutschen öffentlichen Dienst sollte ein Angestelltenverhältnis mit den USA treten. In dem Anstellungsvertrag war zudem eine Klausel enthalten, die es den Amerikanern erlaubte, die Beschäftigten an jedem Ort ihres Kommandobereichs Europa einzusetzen.
Interventionen deutscher Stellen, des Verbandschefs und des im Naval Historical Team für amerikanische Stellen arbeitenden Vizeadmirals a. D. Ruge blieben erfolglos. Am 30. Juni 1951 wurde der MRVC aufgelöst. Die zwölf Räumboote wurden nach Bremerhaven überführt und bildeten ein wesentliches Element der amerikanisch geführten Labor Service Unit (B) (LSU (B)). Mit ihnen wechselten 18 Offiziere und 220 Mannschaften dorthin. Weitere 18 Offiziere und 81 Mannschaften traten in den neu entstehenden Seegrenzschutz ein, darunter der Verbandschef. Zwei Offiziere und elf Mannschaften wechselten zum British Baltic Fishery Protection Service, der so genannten Schnellbootgruppe Klose. 124 Angehörige suchten neue Tätigkeiten in anderen Berufsfeldern.
78 Angehörige blieben in Cuxhaven und bildeten die neu aufgestellte britische Marinedienstgruppe, die weiterhin für die Koordinierung der Minenräumung verantwortlich war. Sie behielt außerdem die fünf Fahrzeuge, die nicht an die  LSU (B) zu übergeben waren. Dabei handelte es sich um das Begleitschiff Weser, den Tanker Dievenow und drei Kriegsfischkutter.